# Władysław Koziełł-Poklewski
Władysław Koziełł-Poklewski (ur. 22 lipca?/3 sierpnia 1866 w Rżewie, zm. 2 marca 1921 w Warszawie) – inżynier, generał podporucznik Wojska Polskiego.

## Życiorys
Władysław Koziełł-Poklewski urodził się 3 sierpnia 1866 roku w Rżewie, mieście powiatowym ówczesnej guberni twerskiej. Pochodził z dawnej rodziny szlacheckiej herbu własnego. Wychowanek Korpusu Kadetów w Niżnym Nowogrodzie. W 1884 roku rozpoczął służbę w Armii Imperium Rosyjskiego. W 1887 roku ukończył Nikołajewską Szkołę Inżynieryjną i został oficerem zawodowym rosyjskich saperów. W 1895 roku ukończył Nikołajewską Akademię Inżynieryjną. W 1897 roku awansował na kapitana. Na pułkownika awansował ze starszeństwem z 2 kwietnia 1906 roku. 2 kwietnia 1917 roku awansował na generała majora w uznaniu „doskonałej, gorliwej służby i pracy w czasie działań wojennych”. 

### Służba w Wojsku Polskim
7 listopada 1918 roku, reskryptem Rady Regencyjnej, przyjęty został do Wojska Polskiego z zatwierdzeniem posiadanego stopnia generała podporucznika. 13 listopada 1918 roku szef Sztabu Generalnego, generał Tadeusz Rozwadowski przydzielił go z dniem 7 listopada 1918 roku do Ministerstwa Spraw Wojskowych w Warszawie. W ministerstwie wyznaczony został na stanowisko szefa Sekcji Technicznej. 10 grudnia 1918 roku, po przeprowadzonej reorganizacji ministerstwa, objął stanowisko szefa Departamentu III Technicznego. 16 czerwca 1919 roku stanął na czele Inspektoratu Budowli Wojskowych. 7 stycznia 1920 roku wyznaczony został na dowódcę punktu zbornego przy twierdzy Grodno. 10 marca 1920 roku wyznaczony został na stanowisko Inspektora Budownictwa. Stanowisko to utworzone zostało w strukturze Departamentu VIII Budownictwa Ministerstwa Spraw Wojskowych. Pełnienie obowiązków szefa departamentu powierzone zostało pułkownikowi Grzegorzowi Stefanowiczowi. 1 maja 1920 roku został zatwierdzony z dniem 1 kwietnia 1920 roku w stopniu generała podporucznika, w grupie oficerów byłych Korpusów Wschodnich i byłej armii rosyjskiej. 20 maja 1920 roku przeniesiony został do Oddziału I Sztabu Ministerstwa Spraw Wojskowych na stanowisko Inspektora Spraw Demobilizacyjnych. 12 stycznia 1921 roku Naczelny Wódz podpisał dekret o przeniesieniu Władysława Koziełł-Poklewskiego w stan spoczynku z dniem 1 kwietnia 1921 roku, w stopniu generała podporucznika. Zmarł w środę 2 marca 1921 roku w Warszawie „po długich i ciężkich cierpieniach przeżywszy 55 lat”. Pochowany w sobotę 5 marca 1921 roku na cmentarzu Powązkowskim w Warszawie (kwatera Z-3-26). 6 maja 1921 roku Naczelny Wódz mianował go pośmiertnie generałem porucznikiem z dniem 1 stycznia 1921 roku.

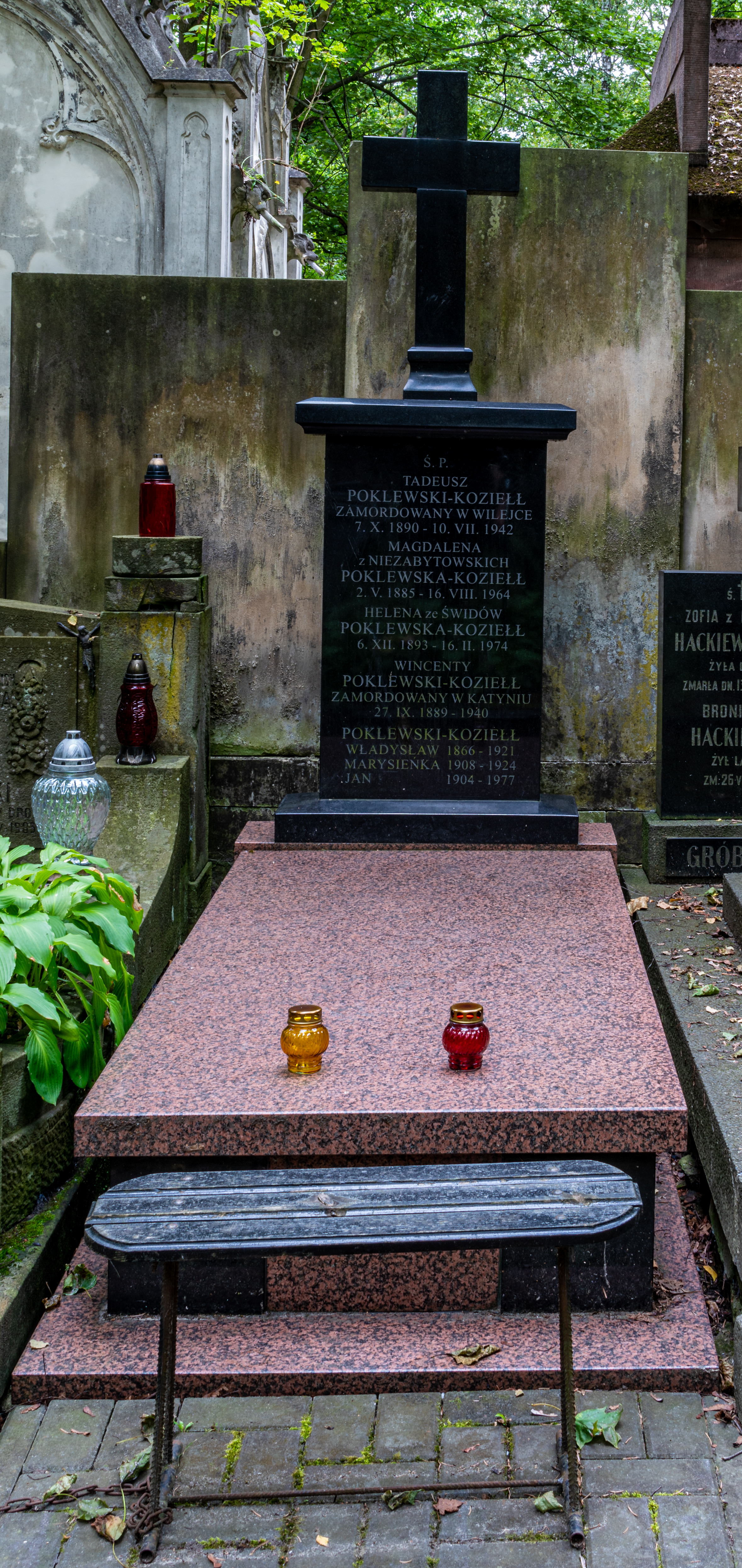
Grób gen. Władysława i symboliczny Wincentego Koziełł-Poklewskiego na Starych Powązkach

## Ordery i odznaczenia
- Order św. Stanisława kl. 2 - 1908
- Order św. Anny z Mieczami kl. 2 - 1906
- Order św. Włodzimierza  kl. 3 - 1913
- Order św. Anny z Mieczami i Kokardą kl. 3 - 1905
- Order św. Włodzimierza z Mieczami i Kokardą kl. 4 - 1905